# Tour della nazionale maschile di rugby a 15 della Francia 2007
Nel periodo tra le edizioni della Coppa del Mondo di rugby del 2003 e del 2007, la nazionale francese di Rugby Union si è recata varie volte in tour oltremare.
Nel 2007 è una nazionale francese, priva dei giocatori impegnati nelle finali del campionato nazionale, quella che si reca in Nuova Zelanda.
Le sconfitte pesanti, saranno riscatte nei quarti di finale della Coppa del Mondo 2007
| Auckland 2 giugno 2007 | Nuova Zelanda | 42 – 11 | Francia | Eden Park |

| Wellington 9 giugno 2007 | Nuova Zelanda | 61 – 10 | Francia | Athetic Ground |